# Bacha (Tongjiang)
Die „Gemeinde Bacha der Hezhen“ (chinesisch 八岔赫哲族乡, Pinyin Bāchà Hèzhézú Xiāng) ist eine Nationalitätengemeinde der kreisfreien Stadt Tongjiang, die zum Verwaltungsgebiet der bezirksfreien Stadt Jiamusi in der nordostchinesischen Provinz Heilongjiang gehört. Die Gemeinde hat eine Fläche von 508,2 km² und 3851 Einwohner (Zensus 2010). Sie liegt direkt am Südufer des Unterlaufs des Heilong Jiang, der hier die Grenze zu Russland bildet und grenzt im Osten an den Kreis Fuyuan. In Bacha ist der Fischfang im Heilong Jiang, vor allem Stör und Lachs, die Grundlage des Wirtschaftslebens. Die Gemeinde gehört zu den traditionellen Siedlungsgebieten der Hezhen, eines südtungusischen Volkes Nordostasiens, das traditionell von Jagd und Fischfang lebte.

## Administrative Gliederung
Bacha setzt sich aus vier Dörfern zusammen. Diese sind:
- Dorf Bacha der Hezhen (八岔赫哲族村), Zentrum, Sitz der Gemeinderegierung;
- Dorf Xinqiang (新强村);
- Dorf Xinsheng (新胜村);
- Dorf Xinyan (新颜村).